# David Louie
David Louie Kwun Yin (ur. 6 grudnia 1961 w Hongkongu) – hongkoński kierowca wyścigowy.

## Kariera
Lee Junior rozpoczął karierę w wyścigach samochodowych w 2001 roku od startów w Macau Asian Formula 2000 Challenge, gdzie został sklasyfikowany na siódmej pozycji. W późniejszych latach Hongkończyk pojawiał się także w stawce Azjatyckiej Formuły 3, Azjatyckiej Formuły Renault, International Formula Challenge, World Touring Car Championship oraz Renault Clio Cup China.
W World Touring Car Championship Hongkończyk wystartował gościnnie podczas rundy w Makau w sezonie 2007. W pierwszym wyścigu uplasował się na 25 pozycji, a drugiego nie ukończył.